# 羅沙島
羅沙島（Canhabaque）是西非國家畿內亞比紹的島嶼，由博拉馬區負責管轄，屬於比熱戈斯群島一部分，該島長20公里、寬11公里，面積111平方公里，島上19條村落，居民人數約3,000。